# Scottish Cup 2003-2004
La Scottish Cup 2003-04 è stata la 119ª edizione del torneo. Si è conclusa il 22 maggio 2004. I Celtic hanno vinto il trofeo per la 32ª volta.

## Primo turno
| Squadra 1       | Risultato | Squadra 2      |
| --------------- | --------- | -------------- |
| Clachnacuddin   | 0 - 2     | Stranraer      |
| Cowdenbeath     | 5 - 2     | Edinburgh      |
| Elgin City      | 1 - 2     | Peterhead      |
| Forfar Athletic | 1 - 1     | East Fife      |
| Gretna          | 4 - 0     | Dumbarton      |
| Montrose        | 1 - 1     | Albion Rovers  |
| Spartans        | 6 - 1     | Buckie Thistle |
| Stirling Albion | 3 - 1     | Queen's Park   |

### Replay
| Squadra 1     | Risultato       | Squadra 2       |
| ------------- | --------------- | --------------- |
| Albion Rovers | 1 - 3           | Montrose        |
| East Fife     | 3 - 3 (4-1 dtr) | Forfar Athletic |

## Secondo turno
| Squadra 1            | Risultato | Squadra 2           |
| -------------------- | --------- | ------------------- |
| Alloa Athletic       | 3 - 3     | Spartans            |
| Berwick Rangers      | 4 - 2     | Huntly              |
| East Stirlingshire   | 0 - 5     | Cowdenbeath         |
| Greenock Morton      | 4 - 0     | Vale of Leithen     |
| Gretna               | 5 - 1     | Stenhousemuir       |
| Inverurie Loco Works | 1 - 5     | Airdrie Utd         |
| Montrose             | 1 - 0     | Threave Rovers      |
| Peterhead            | 0 - 2     | East Fife           |
| Stranraer            | 0 - 1     | Hamilton Academical |
| Stirling Albion      | 1 - 2     | Arbroath            |

### Replay
| Squadra 1 | Risultato | Squadra 2      |
| --------- | --------- | -------------- |
| Spartans  | 5 - 3     | Alloa Athletic |

## Terzo turno
| Squadra 1           | Risultato | Squadra 2          |
| ------------------- | --------- | ------------------ |
| Aberdeen            | 0 - 0     | Dundee             |
| Arbroath            | 1 - 4     | Spartans           |
| Ayr Utd             | 1 - 2     | Falkirk            |
| Celtic              | 2 - 0     | Ross County        |
| Clyde               | 3 - 0     | Gretna             |
| Dunfermline         | 3 - 1     | Dundee Utd         |
| East Fife           | 0 - 1     | Queen of the South |
| Hamilton Academical | 2 - 0     | Cowdenbeath        |
| Hearts              | 2 - 0     | Berwick Rangers    |
| Hibernian           | 0 - 2     | Rangers            |
| Inverness           | 5 - 1     | Brechin City       |
| Livingston          | 1 - 0     | Montrose           |
| Greenock Morton     | 0 - 3     | Partick Thistle    |
| Raith Rovers        | 1 - 3     | Kilmarnock         |
| St. Johnstone       | 0 - 3     | Motherwell         |
| St. Mirren          | 2 - 0     | Airdrie Utd        |

### Replay
| Squadra 1 | Risultato | Squadra 2 |
| --------- | --------- | --------- |
| Dundee    | 2 - 3     | Aberdeen  |

## Quarto turno
| Squadra 1       | Risultato | Squadra 2           |
| --------------- | --------- | ------------------- |
| Clyde           | 0 - 3     | Dunfermline         |
| Falkirk         | 0 - 2     | Aberdeen            |
| Hearts          | 0 - 3     | Celtic              |
| Kilmarnock      | 0 - 2     | Rangers             |
| Motherwell      | 3 - 2     | Queen of the South  |
| Partick Thistle | 5 - 1     | Hamilton Academical |
| Spartans        | 0 - 4     | Livingston          |
| St. Mirren      | 0 - 1     | Inverness           |

## Quarti di finale
| Squadra 1       | Risultato | Squadra 2   |
| --------------- | --------- | ----------- |
| 6 marzo 2004    |           |             |
| Aberdeen        | 1 - 1     | Livingston  |
| Motherwell      | 0 - 1     | Inverness   |
| Partick Thistle | 0 - 3     | Dunfermline |
| 7 marzo 2004    |           |             |
| Celtic          | 1 - 0     | Rangers     |

### Replay
| Squadra 1     | Risultato | Squadra 2 |
| ------------- | --------- | --------- |
| 18 marzo 2004 |           |           |
| Livingston    | 1 - 0     | Aberdeen  |

## Semifinali
| Squadra 1      | Risultato | Squadra 2   |
| -------------- | --------- | ----------- |
| 10 aprile 2004 |           |             |
| Inverness      | 1 - 1     | Dunfermline |
| 11 aprile 2004 |           |             |
| Livingston     | 1 - 3     | Celtic      |

### Replay
| Squadra 1      | Risultato | Squadra 2 |
| -------------- | --------- | --------- |
| 20 aprile 2004 |           |           |
| Dunfermline    | 3 - 2     | Inverness |

## Finale
| Arbitro: | Stuart Dougal |

|            |           |                              |
| Skerla 40’ | Marcatori | 58’, 71’ Larsson, 84’ Petrov |